# Cassettedeck

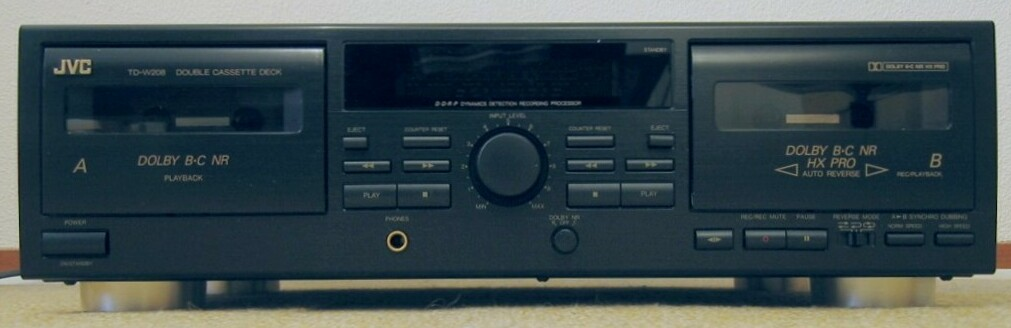
Dubbel cassettedeck

Een cassettedeck is een onderdeel van een stereotoren en kan cassettebandjes afspelen en opnemen met de vaste snelheid van 4,75 cm/sec.
Een apparaat dat zelfstandig cassettes kan afspelen en opnemen heet een cassetterecorder, een kleine draagbare uitvoering daarvan is de Walkman.

## Ontwikkeling
De eerste cassetterecorders waren mono en geluidstechnisch meer voor spraak dan muziek geschikt. Opname vond aanvankelijk met een externe microfoon plaats. Later kwamen er ook cassetterecorders met ingebouwde microfoon in de handel en recorders met ingebouwde radio waardoor men zonder microfoon rechtstreeks van de radio kon opnemen. Ook verschenen er tellers op de recorders waardoor men makkelijk een opgenomen nummer terug kon vinden als men het nummer genoteerd had.
Verbeteringen in mechanische stabiliteit, elektronica, betere bandsoorten en ruisonderdrukking zorgen later voor hifi-stereogeluid dat bij een goed afgeregeld deck gehoormatig niet of amper van bijvoorbeeld cd-geluid te onderscheiden is. Er kwamen dubbele cassettedecks op de markt zodat gemakkelijk een kopie gemaakt kon worden. Door tijdens het kopiëren de bandloopsnelheid van beide decks van het dubbeldeck gelijk te verhogen kon sneller dan in "echte tijd" een bandje gekopieerd worden. Dit proces ging echter wel met enig verlies van kwaliteit gepaard.
Door 'auto-reverse' (automatisch omkeren) hoefde de audiocassette niet omgekeerd te worden, maar kon het cassettedeck zelf op de andere kant verdergaan. Daarvoor bestaan twee manieren: ofwel de opname/weergave-kop werd omgedraaid (dit type kop wordt ook wel 'revolverkop' genoemd), ofwel de opname/weergave-kop bestaat uit vier kanalen. Er zijn ook enkele cassettedecks waarbij de opname/weergavekop slechts uit twee kanalen bestaat en mechanisch wordt 'verschoven' zodra het deck de bandlooprichting omkeert.
Bij 'quick auto-reverse' kan het cassettedeck op de andere kant verdergaan, zonder het einde van de band af te wachten. Er wordt omgeschakeld, zodra een infrarooddetector het transparante laatste deel van de band herkent. Meestal duurt het transparante deel 3 à 4 seconden, maar dan kan met deze methode tot minder dan een halve seconde worden teruggebracht.
De meeste cassettedecks beschikken over een tweekopssysteem, dat wil zeggen een wiskop en een gecombineerde opname/weergavekop. Vanaf de jaren 70 verschijnen er echter ook cassettedecks met een driekopssysteem, dat wil zeggen een wiskop, een opnamekop en een weergavekop hetgeen nabandcontrole mogelijk maakt. Men kan dan tijdens de opname al direct beluisteren hoe het muziekstuk op de band wordt gezet aangezien de weergavekop vlak na het opnamekop is geplaatst. Medio jaren 80 verschijnen er enkele cassettedecks die het driekopssysteem hebben in combinatie met quick auto reverse.
Vanaf omstreeks begin jaren 80 verschijnen cassettedecks met een externe biasregelaar waarbij het cassettedeck nog nauwkeuriger kan worden ingeregeld op de magnetische eigenschappen van de gebruikte band. Nog iets later komen er cassettedecks op de markt waarbij dit geheel automatisch geschiedt aan de hand van een inregelcomputer in het cassettedeck. De band wordt dat door het apparaat enkele seconden geanalyseerd en vervolgens worden de interne afregelingen hierop ingesteld. Op deze manier kan de band optimaal worden benut en ontstaat er een zo klein mogelijk verschil tussen de bron en de opname.
Andere noviteiten bij cassettedecks zijn dan onder andere het gebruik van dubbele toonassen, direct aangedreven toonas, het toevoegen van een opnamedempingsfunctie (rec mute), het vervangen van het conventionele mechanische telwerk door een digitaal telwerk (al dan niet een 'real-time'-teller in minuten en seconden) en het motorisch openen en sluiten van het cassettevak. Door het gebruik van een microcomputer kan op sommige cassettedecks, nadat de speelduur van de cassette door de gebruiker wordt ingegeven, exact worden berekend hoeveel minuten en seconden er nog resteert voor opname.
Ook worden veel cassettedecks van begin jaren 80 voorzien van muziekzoeksystemen. Deze systemen reageren op de korte blanke gedeelten tussen muziekstukken in. Hiermee kan de gebruiker snel naar het volgende of het vorige nummer spoelen. Vergelijkbare muziekzoeksystemen zijn bijvoorbeeld 'Intro play' waarbij het cassettedeck van elk muziekstuk op de cassette de eerste paar seconden laat horen, 'Blank search' waarbij het deck op zoek gaat naar een (nog) niet opgenomen gedeelte op de cassette en 'Rec cancel' waarbij de gebruiker tijdens een mislukte opname kan terugspoelen naar het begin van deze opname. Door fabrikanten zijn verder nog diverse varianten op deze systemen bedacht. Zo zijn er ook enkele cassettedecks waarbij de volgorde van de af te spelen nummers (per kant of zelfs voor de hele cassette) geheel programmeerbaar is.
Bij de oudere cassettedecks moet de bandsoort van de muziekcassette handmatig gekozen worden (Ferro, Chroom, Ferrochroom en Metal). Bij de meeste moderne cassettedecks wordt dat echter automatisch gedetecteerd aan de hand van de uitsparingen aan de bovenzijde van de cassette. Ferrochroom cassettes worden echter sinds begin jaren 80 niet meer geproduceerd. Dit type band kan op de meeste moderne cassettedecks niet meer worden gekozen en bij een automatische bandkeuze zal het cassettedeck deze bandsoort niet meer als zodanig herkennen.

## Kwaliteit
Om de geluidskwaliteit optimaal te maken zijn er verschillende verbeteringen gemaakt. Naast een constantere bandsnelheid en betere opname/weergavekoppen, zijn er ook elektronische mogelijkheden voor een hogere geluidskwaliteit. Daarvan is 'Dolby' de meest bekende. Dolby is een ruisonderdrukkingssysteem. Gangbaar zijn:
- DNL (alleen bij afspelen)
- Dolby B (het meest gebruikt)
- Dolby C
- Dolby S (alleen op kwaliteitsdecks)
- HX PRO

"HX PRO" staat voor "Headroom Extension" en is een elektronische regeling van het hoogfrequente voormagnetisatiesignaal (Engels: bias), dat enkel gebruikt wordt bij het opnemen.

De opname/weergavekop krijgt tijdens het opnemen niet alleen het audiosignaal, maar ook een hoogfrequent voormagnetisatiesignaal. Dat signaal wordt vaak afgeleid van het signaal van de wiskop. De sterkte van dat hoogfrequent signaal heeft meestal een vaste waarde. Bij "HX PRO" wordt dat hoogfrequent signaal wat afgezwakt bij luide audiopassages. Op die manier ontstaat er minder vervorming bij harde geluiden, en kan er een sterker audiosignaal op de band worden gezet.
Deze methode werd door Bang & Olufsen bedacht en aan Dolby in licentie gegeven, dat het "Dolby HX-Pro" noemde.
- Actilineaer
- DYNEQ
- dbx
- High-com

Dit zijn minder gangbare systemen, maar allemaal bedoeld om tot maximale prestaties te kunnen komen.

## Toekomst
Hoewel na 2000 nauwelijks meer cassettedecks werden gemaakt, waren ze nog wel in huishoudens aanwezig. Vooral om "oude bandjes" af te spelen, en om bandjes op te nemen voor oudere autoradio's met een cassettespeler, die rond de eeuwwisseling nog relatief veel voorkwamen. Philips heeft nog getracht een digitale opvolging te geven aan de compact cassette met de digital compact cassette (DCC) die ook nog de mogelijkheid had analoge tapes af te spelen.